# Лосінно
Лосінно (пол. Łosinno) — село в Польщі, у гміні Вишкув Вишковського повіту Мазовецького воєводства.
Населення — 540 осіб (2011).
У 1975-1998 роках село належало до Остроленцького воєводства.

## Демографія
Демографічна структура станом на 31 березня 2011 року:
|          | Загалом | Допрацездатний вік | Працездатний вік | Постпрацездатний вік |
| -------- | ------- | ------------------ | ---------------- | -------------------- |
| Чоловіки | 266     | 76                 | 167              | 23                   |
| Жінки    | 274     | 68                 | 153              | 53                   |
| Разом    | 540     | 144                | 320              | 76                   |